# 胡明庶
胡明庶（1494年—？年），字功甫，湖廣黃州府羅田縣人，明朝学者。

## 生平
嘉靖四年（1525年）湖广乡试第三名举人。嘉靖十一年（1532年）壬辰科会试第五十四名，第三甲第一百九十二名進士。觀通政司政。未仕，教授生徒经学以终。

## 著作
攻研理学，取《皇极经世》、《律吕新书》，诠解章句，以图说明。

## 家族
曾祖胡宗，壽官；祖胡月輝，壽官；父胡大紀，義官；前母汪氏；徐氏。永感下，妻汪氏，兄明儒（監生）；明哲（義官）；明忠（審理）；明善；明德（義官）；明智；明賢（義官）；明時，弟明慧；明訓；明堂。
胡明庶、胡明通、胡明书兄弟人皆有科名，罗田县曾建有“联璧坊”。